# Rafael Ramírez Carreño
Rafael Darío Ramírez Carreño (Caracas, Distrito Federal, 4 de agosto de 1963) es un ingeniero, político y diplomático venezolano. Entre 2002 y 2013 se desempeñó como ministro del Petróleo y Minería de Venezuela y como presidente de Petróleos de Venezuela (PDVSA) durante 2004 y 2013 durante las presidencias de Hugo Chávez y Nicolás Maduro.
Desde diciembre de 2014 fue representante permanente de Venezuela ante la Organización de las Naciones Unidas y el Consejo de Seguridad de las Naciones Unidas para el período 2015-2016, donde fue su presidente en el mes de febrero de 2016. Renunció al cargo el 4 de diciembre de 2017, después de tener diferencias con Nicolás Maduro.

## Carrera
Egresó de la Universidad de Los Andes en ingeniería mecánica (1989) con experiencia en el desarrollo, coordinación, gerencia en proyectos de ingeniería, procura y construcción en la industria petroquímica y gasífera. Fue el primer presidente del Ente Nacional del Gas (ENAGAS), cuya entidad es responsable de estructurar el Plan Nacional para el Consumo del Gas Natural, el diseño y desarrollo del mismo, igualmente promueve las políticas del estado para este sector.

### Ministro de Energía y Minas, Petróleo y presidente de Pdvsa

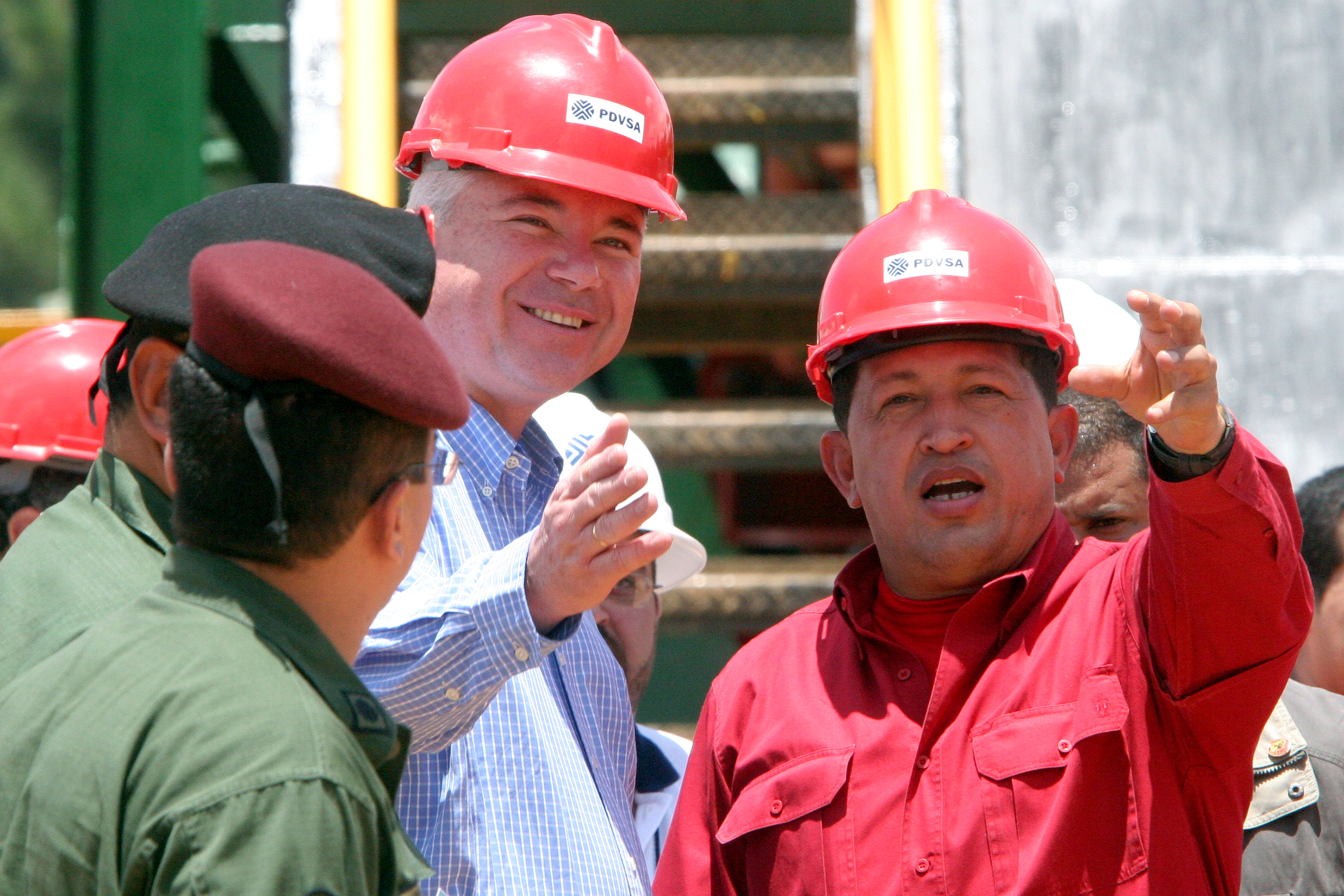
Rafael Ramírez y Hugo Chávez.

En julio de 2002 fue designado como titular del Ministerio de Energía y Minas por el presidente Hugo Chávez. El 22 de noviembre de 2004 Ramírez fue designado presidente de la principal empresa pública nacional Petróleos de Venezuela (PDVSA) según gaceta  oficial N°38.070 decreto N.º 3264, una posición que mantuvo hasta el 2 de septiembre de 2014. Fue renombrado como Ministro de Energía y Petróleo, el 18 de enero de 2005.
Durante este tiempo fue responsable de promover la Ley Orgánica de Reordenamiento del Mercado Interno de Combustibles Líquidos que reserva al Estado la venta de los combustibles líquidos. Igualmente, a partir del 2005 llevó adelante las negociaciones para la migración de los Convenios de Asociación que las operadoras privadas tenían con PDVSA (desde la Apertura Petrolera) a la figura de Empresas Mixtas (consagrada en la Capítulo III, secciones Primera y Segunda, de la Ley Orgánica de Hidrocarburos), lo cual se materializó el 26 de febrero de 2007 con la firma del Decreto 5.200, con Rango y Valor de Ley de Migración de los Convenios de Asociación a Empresas Mixtas en la Faja Petrolífera del Orinoco, y culminó con el acto oficial el primero de mayo de 2007, en el Complejo José Antonio Anzoátegui, junto al presidente Hugo Chávez y más de 40 mil trabajadores petroleros.
En octubre de 2006, expresó que «la nueva Pdvsa es roja, rojita, de arriba abajo». Con la aprobación del Decreto y se encargó de renegociar todos los contratos de las empresas transnacionales para ajustar estas empresas al nuevo marco legal petrolero. Fue un proceso en el que se alcanzó 31 de las 33 empresas involucradas. Asimismo, durante este período, fue el encargado de ajustar el nuevo régimen tributario petrolero al marco de la ley. Representó a Venezuela en más de 30 Conferencias en la Organización de Países Exportadores de Petróleo (OPEP)
El 21 de abril de 2013 en cadena nacional fue reafirmado como Ministro del Poder Popular de Petróleo y Minería y nombrado vicepresidente del Consejo de Ministros para el Área Económica del Gobierno Bolivariano de Venezuela de Nicolás Maduro en octubre de 2013.
Mientras estuvo como ministro de Petróleo, estuvo al frente de la Misión Ribas, política social-educativa creada por Hugo Chávez y desarrollada desde noviembre de 2003. Igualmente, fue nombrado coordinador del Órgano Superior de Vivienda, encargado de la Gran Misión Vivienda Venezuela, cargo que mantuvo hasta su salida del Ministerio de Petróleo en 2014.

#### Proyecto de venta de Citgo
Rafael Ramírez pertenece a un grupo de políticos que siempre tuvo en mente la venta de Citgo, durante una rueda de prensa en julio de 2005 expresó que Venezuela perdió 14.000 millones de dólares en ventas petroleras con descuentos a través de su filial Citgo a Estados Unidos desde 1980, beneficiando al pueblo estadounidense. El 20 de abril de 2005 el diputado César Rincones presidente de la Comisión de Contraloría de la Asamblea Nacional, conminó al ministro de Petróleo y Presidente de Pdvsa, Rafael Ramírez, a informar sobre las razones por las cuales se pretenden vender dos refinerías de Citgo. Rincones dijo que no es verdad que Citgo no sea rentable, lo que pasa es que no procesan petróleo venezolano, sino de México y Canadá, y una de las razones es el hecho de que Pdvsa no esté produciendo los 3 millones de barriles diarios que se dicen están saliendo al mercado, «Ahí está la verdad de todo, no es que Citgo no sea rentable sino que Venezuela no le está suministrando el petróleo necesario para llevar a su máxima capacidad la refinería».
El 8 de agosto de 2014, siendo presidente de Pdvsa, Rafael Ramírez encuentra dificultades para vender Citgo. Las razones del gobierno venezolano para vender las tres refinerías de Citgo son variadas, una de ellas es la falta de liquidez monetaria, la fuerte devaluación de la moneda y de una Inflación en Venezuela de 60% anual, aunque la verdadera razón fue la pérdida de la producción y la presión existente por parte de China para tener a Venezuela como su proveedor de petróleo, sin la independencia de refinar petróleo para EE UU. Pésimos economistas pedian la venta para hacer caja en la economía nacional, pero el economista José Toro Hardy, un conocedor de la materia expresaba la disposición del Ejecutivo venezolano de “salir de Citgo” es como “amputarnos un brazo”. Otra investigadora del Instituto Alemán de Estudios Globales y Regionales (GIGA): “Citgo arrastra deudas y exhibe un rendimiento muy bajo; ha tenido que comprarle petróleo a otros proveedores para poder abastecer a su propia red de gasolineras. Por otro lado, sus activos corren el riesgo de ser embargados cuando el Centro Internacional de Arreglo de Diferencias Relativas a Inversiones (CIADI) emita su fallo”, señalaba Soliz Landivar.

### Ministro de Relaciones Exteriores
El 2 de septiembre de 2014 fue designado como ministro de Relaciones Exteriores de Venezuela, y el 26 de diciembre del mismo año, es removido de su cargo como canciller, para ser nombrado el 28 de diciembre embajador representante permanente de Venezuela ante la Organización de las Naciones Unidas. Su relevo como canciller lo tomó Delcy Rodríguez. El 31 de mayo de 2017, con el 64% de los votos fue elegido presidente del Comité de Descolonización. El 5 de diciembre de 2017 presentó su renuncia a solicitud de Nicolás Maduro por una investigación en Pdvsa.

## Exilio
Ramírez fue removido del cargo de embajador de Venezuela ante la ONU, el 4 de diciembre de 2017, afirmando que fue destituido por criticar al gobierno de Nicolás Maduro, por medio de sus artículos de opinión. Inmediatamente luego de su renuncia, Ramírez se traslada, junto a su familia, a la ciudad de Roma en Italia, donde reside desde entonces y cuyo Estado le ha otorgado el asilo político, al comprobar que el gobierno venezolano lo está persiguiendo por razones políticas.

## Denuncias de corrupción
Ha sido relacionado con hechos de corrupción en 2017 por el Ministerio Público de Venezuela en el Caso Andorra. El 25 de enero de 2018 el fiscal general Tarek William Saab informó que se pedirá orden de captura en su contra. Actualmente escribe artículos semanales en el portal web Aporrea.  A finales de julio de 2021 el TSJ solicitó la extradición de Ramírez por actos de corrupción, peculado, evasión de procedimiento licitatorio y asociación para delinquir.

### Caso Administradora Atlantic
El caso Atlantic según "Transparencia Venezuela" se trataría de un desfalco a PDVSA de unos 5,000 millones de dólares ocurrido durante la gestión de Rafael Ramírez, denuncia descubierta por la fiscalía del Distrito Sur de la Florida de EE. UU. en marzo de 2018; En abril de 2019 respondió una rogatoria que le hizo la justicia estadounidense a las autoridades de Suiza que hablan de un “acuerdo de préstamo” entre Pdvsa y varias empresas fachadas. “Les pedirían prestado bolívares (moneda local) y (Pdvsa) los devolverían en dólares estadounidenses a un tipo de cambio lucrativo, fijado por el Estado.
El 29 de febrero de 2012 la Administradora Atlantic 17107, propiedad del ciudadano Juan Andrés Wallis Brandt, presentara una propuesta de financiamiento a la estatal petrolera por 17.490 millones de "bolívares fuertes" por un plazo de 24 meses; y que el 6 de marzo de ese año, Rafael Ramírez, en una asamblea de accionistas, aprobara el dinero y comenzara a pagar grandes sumas de dinero en dólares.
El 30 de agosto de 2022 el ministro Tareck El Aissami expone un contrato de un préstamo de financiamiento firmado como evidencia de un desfalco de 4.850 millones de dólares en 2012 cuando Rafael Ramírez Carreño era presidente de Pdvsa, trama que inició a través de una línea de créditos a Pdvsa que la petrolera fue “amortizando” con 28 pagos entre marzo de 2012 y marzo de 2013, que involucra a los hermanos Luis e Ignacio Oberto Anselmi y Alejandro Betancourt López. De acuerdo con información difundida por el Ministerio Público, son 25 tramas de corrupción en la industria petrolera las que se han develado entre 2017 y 2022, con 178 funcionarios de Pdvsa judicializados y 63 condenados. Se anunció la detención de Víctor Aular, exvicepresidente de Finanzas de Pdvsa.
El Ministerio Público solicitó la detención en agosto de 2022 de Víctor Aular Blanco, cómo uno de los autores del desfalco a la estatal petrolera. "En 2012 Ramírez le hizo firmar un contrato con la Administradora Atlantic 17107, por un préstamo disimulado en bolívares a Pdvsa, que luego fue pagado en dólares con un daño a la República de 4.850 millones de dólares”, explicó el ministro de petróleo Saab El Aissami. Que fueron entregados en 28 pagos fraccionados entre marzo de 2012 y marzo de 2013, tal préstamo nunca se hizo y los depósitos fueron a dar a los hermanos Oberto Anselmi bajo el aval de la Administradora Atlantic 17107 y a Alejandro Betancourt.
El 30 de agosto de 2022 fue detenido el exvicepresidente de finanzas de PDVSA Víctor Aular Blanco, tras una denuncia de Tareck El Aissami, sobre una trama de corrupción en la empresa, presuntamente dirigida y tutelada por el exministro de Petróleo Rafael Ramírez, quién suscribió el contrato de préstamo con la Administradora Atlantic. El caso de Aular fue sobreseído el 29 de noviembre de 2022 por el juez Mascimino Márquez García del Tribunal Especial Cuarto de Primera Instancia en Funciones de Control con competencia en casos vinculados con delitos asociados al terrorismo. La sentencia a favor del exvicepresidente de PDVSA dice "que la operación denunciada no es delito porque no constituyó un daño al patrimonio de Venezuela, ya que el contrato establecía que pagó era dólares y no en bolívares, y esto se estableció antes que se haya instaurado el régimen de control de cambio, por lo cual no exime a la intimada del pago en dólares de EE. UU. porque esa era la moneda prevista en el contrato". Además en la declaración, Aular ofreció detalles sobre los actos de corrupción que involucran a Ramírez, a su primo, Diego Salazar Carreño y a su cuñado Baldo Sansó. El 18 de marzo de 2023 el juez José Mascimino Márquez García fue detenido por corrupción.

### Banco privado de Andorra
En 2010 un tribunal del Principado de Andorra a cargo del juez Canolic Mignorance, conoció el caso de lavado de dinero en la Banca Privada de Andorra. Según la fiscalía venezolana estaban implicados por los menos 16 altos exfuncionarios de Pdvsa y del Ministerio del Poder Popular para el Petróleo siendo Rafael Ramírez el ministro, entre los que destacan, Diego Salazar Carreño empresario (detenido el 1 de diciembre de 2017 en Venezuela), primo hermano de Rafael Ramírez, la esposa de Diego Salazar, Rosycela Díaz (venezolana), los exvicepresidentes Nervis Villalobos y Javier Alvarado Ochoa. El 30 de noviembre de 2012 a petición de la Fiscalía de Andorra en cooperación con las autoridades de EE UU por presunto delito de blanqueo de dinero habían sido bloqueados como medida cautelar las cuentas de jerarcas venezolanos. Sin embargo un fallo del Tribunal de la Corte, Anna Estragués, ordenó el desbloqueo que está fechado el 13 de mayo de 2013, lo que contradice a la propia Fiscalía andorrana, a la unidad de delitos financieros de Estados Unidos y permite desbloquear dichas cuentas por falta de pruebas. Así los involucrados salieron beneficiados de la sentencia y pudieron retirar su dinero.

### Caso Bco Espíritu Santo
En abril de 2023 una investigación hecha por el economista Orlando Ochea Terán del periódico El Nacional revela un complot urdido por Rafael Ramírez Carreño y Asdrúbal Chávez el 20 de febrero de 2013 (cuando estaba moribundo Hugo Chávez), para apropiarse unos supuestos "Bonos de la República", cobrados a las petroleras: Chevron-Texaco, de Estados Unidos; Rosneft, de Rusia; Statoil, de Noruega; Total, de Francia; BP, del Reino Unido; ENI, de Italia; Sinopec, de China; e INE Paria por 5,730 millones de dólares a través de una cuenta encriptada del Banco Espírito Santo en Madeira. Luego de que se declarara culpable en la corte de Miami este 30 de marzo, el abogado venezolano Álvaro Ledo Nass, secretario de la junta directiva de Pdvsa quien coordinó la transición entre Pdvsa y las empresas petroleras de los Bonos de la República. De donde solo se sabe que 2,562 millones pasaron a las cuentas de los Chávez, pero falta detallar a que cuentas fueron los 3,168 millones faltantes según las investigaciones.

### Caso del barco taladro chatarra
El contrato de tres barcos taladro saudita. Primero se alquiló, por 7 años, el barco perforador Petrosaudi Songa, para la explotación de gas costa afuera, presentado como de última generación en septiembre de 2010 cuando este barco fue construido en 1983, contratado por más de mil 175 millones de dólares, que se pagarían trabajara o no el barco, lo que ocurrió la mayoría del tiempo según dijo Tarek William Saab.
Asimismo Ramírez agregó que la incorporación del barco taladro al desarrollo gasífero venezolano costa afuera, era parte de un acuerdo con Arabia Saudita para la conformación de una compañía mixta, sin embargo Petrosaudí es una compañía privada creada por el ciudadano saudita Tarek Essam Ahmad Obaid en 2005 y con sede en Inglaterra, adicionalmente Ramírez la incorporación de otro taladro, el Petrosaudi Discover, con prestaciones similares al Songa y la contratación de un tercer barco taladro, el Petrosaudi Saturn, por el cual PDVSA llegó a cancelar más 1 mil 100 millones de dólares (a un promedio de cerca de 500 mil dólares por día). Los barcos taladros incorporados en el marco de este acuerdo fueron construidos en 1983 (Songa y Saturn) y en 1977 (Petrosaudi Discover). El alquiler de un barco chatarra en 2010 para la explotación de gas costa afuera, como parte del Proyecto Mariscal Sucre de Petróleos de Venezuela (Pdvsa), causó un daño patrimonial a la nación de al menos 1.175 millones 300 mil dólares.

### Amigos y familiares
- Diego Antonio Salazar Carreño, primo hermano, favorecido en la época con la póliza contrato de seguros y reaseguros en la estatal, acusado de lavado de dinero por 1,347 millones de euros, en las investigaciones del caso Andorra junto a su esposa Rosycela Díaz Gil, detenido en el Servicio Bolivariano de Inteligencia (SEBIN) el 2 de diciembre de 2017.[46]
- Beatrice Daniela Sansó de Ramírez, abogada (esposa) quien fungió como gerente general de PDVSA La Estancia[48]
- Hildegard Rondón de Sansó, suegra, exmagistrada, asesor de la empresa petrolera Pdvsa.
- Mariela Consuelo Pardi por blanqueo de capitales, exesposa de Alvarado.[46]
- Luis Mariano Rodríguez Cabello (abogado, detenido en agosto de 2019 en Córdova, Argentina, primo de Diosdado Cabello) figura como el presunto operador personal de Diego Salazar en los movimientos de la Banca Privada de Andorra, en donde se lavaron más de 2.000 millones de dólares por contrataciones de seguros y reaseguros, el 18 de agosto de 2018, declaró “procedente” la solicitud de extradición al Reino de España de Rodríguez Cabello, señalado por corrupción por el TSJ. Fue detenido por funcionarios de la Interpol en Madrid, España, tras estar solicitado con notificación roja por el Juzgado Sexto de primera Instancia en Funciones de Control del Circuito Judicial Penal del Área Metropolitana de Caracas.
- Reinaldo Luis Ramírez Carreño (hermano de Fidel Darío, ex director general de Servicios de Salud y Asistencia de Pdvsa en 2012) coincidió con los apellidos de Rafael Ramírez.
- José Enrique Luongo Rotundo Ingeniero y dueño de la empresa registrada en Panamá Antigua Omega, es primo de Rafael Ramírez y hermano de Jesús Enrique Luongo. Fue detenido el 1 de diciembre de 2017 en el aeropuerto de Maiquetía.[49]
- Luis Carlos de León Pérez,  ex director de Finanzas de la Electricidad de Caracas, quien fue detenido en Madrid, el 26 de octubre de 2018, y extraditado a EE UU donde se declaró culpable de asociación para delinquir en el lavado de dinero.[46]
- Rafael Ernesto Reiter Muñoz, alias Nadal, a quien EE UU pide en extradición; fue director de Seguridad y Prevención y Control de Pérdidas de PDVSA. (PCP). Seguiría siendo un desconocido si los Pandora Papers no lo hubieron hecho flotar en la gigantesca estructura de corrupción. Su papel más relevante el de asistente de Rafael Ramírez Carreño, tanto en el Ministerio de Petróleo como en la Cancillería. Reiter fue quien custodiaba la maleta de 800.000 dólares que desde Venezuela iba dirigido a la Argentina, en agosto de 2007. Fue detenido en España el 27 de octubre de 2017.[46]
- José Luis Parada, a quien España detiene en febrero de 2015 por la contratación de empresas que despachaban combustible.[46]
- José Manuel Márquez Cabrera, quien fuera secretario general de Entes Corporativos de PDVSA, junto a Rafael Ramírez, dieron firma y aval para que la petrolera moviera decenas de millones de dólares. En septiembre de 2019, Márquez apareció ahorcado en su vivienda, dos días después de declarar ante un juez y un fiscal anticorrupción en la Audiencia Nacional española, a quienes manifestó su deseo de colaborar con la justicia en la investigación sobre corrupción en PDVSA.[46]
- Yon Ermenson Morón Carreño, primo hermano de Ramírez, exjefe de Asuntos Internos de la División Ayacucho de PDVSA.[46]
- Víctor Eduardo Aular Blanco, vicepresidente de Finanzas de PDVSA en la administración de Ramírez Carreño, entre el 2011 al 2014.[46]
- César David Rincón Godoy, ex gerente de Bariven, empresa subsidiaria de PDVSA, fue detenido en España y extraditado a EE UU, donde un Tribunal lo investigó por lavado de dinero y declaraciones falsas de impuestos con Pdvsa y Bariven; se declaró culpable y debió pagar como sentencia económica más de 7 millones de dólares.[46]
- Franz Hermán Mūller Huber, expresidente de Venequip, y Rafael Enrique Pinto Franceschi, representante de ventas de dicha empresa, se declararon culpables y fueron acusados, el 26 de febrero de 2019, por EE UU, de fraude electrónico y lavado de dinero, entre 2009 y 2013.[46]
- Julia Elba Van Den Brule Aular, prima de Víctor Aular, quien fuera asistente de Rafael Ramírez en el Ministerio y en PDVSA, consultora jurídica, siendo fundadora y administradora de PDVSA Ibérica en España.[46]
- Lisbeth Margarita Cuauro Casanova, exdirectora de PDVSA persona de confianza de Rafael Ramírez, y su asistente cuando estuvo representante en la ONU. junto a Julia Elba Van escondieron 6.4 millones de euros en el banco de Andorra.[46]
- Juan Andrés Wallis Brandt, presidente de Atlantic 17107.[46]

## Vida personal
Rafael Ramírez es primo del terrorista Ilich Ramírez, conocido como El Chacal.